# Pubblicano

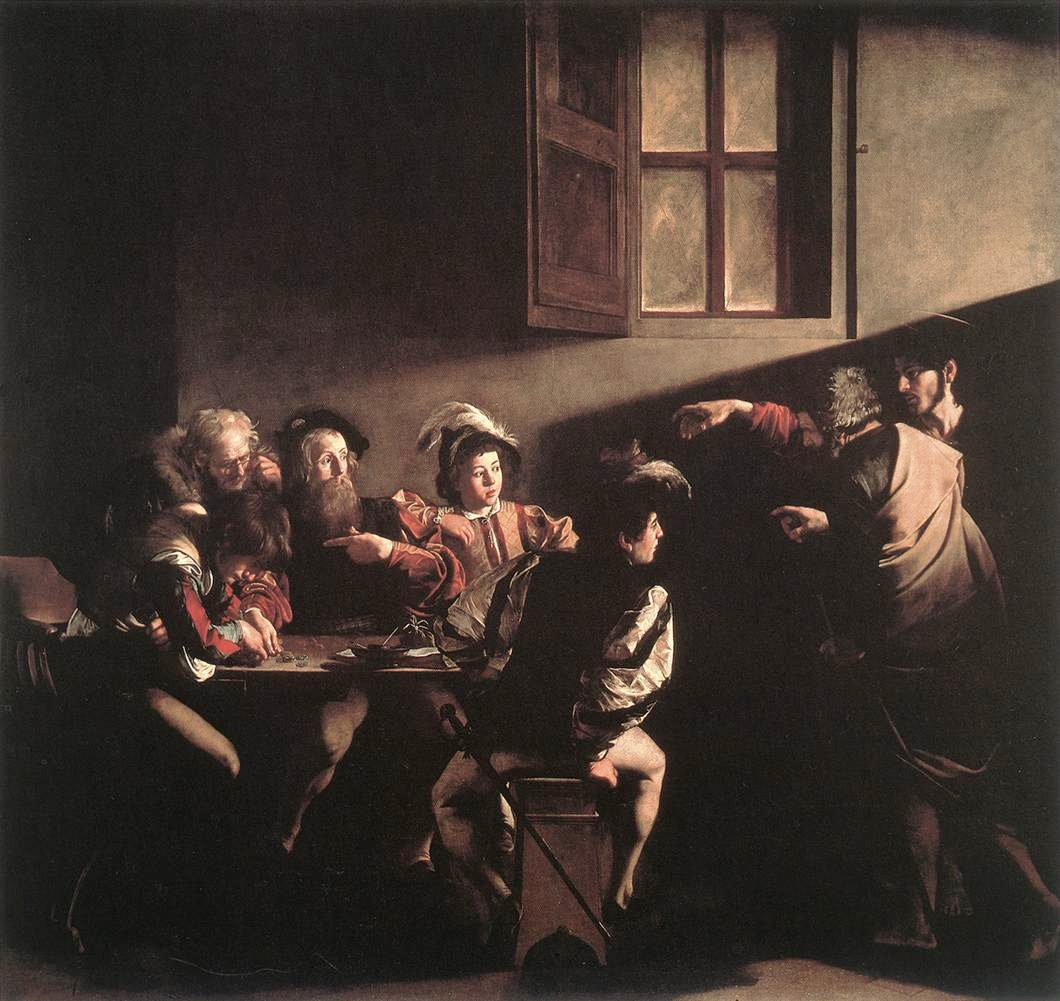
La Vocazione di san Matteo di Caravaggio. Al momento della chiamata di Gesù all'apostolato, Matteo esercitava la funzione di pubblicano.

Era detto pubblicano, nell'antica Roma, l'appaltatore di tributi.

## Etimologia
Il termine "pubblicano" deriva dal latino publicānus, dalla radice publĭcum che significa: tesoro pubblico, imposte.

## Caratteristiche
I pubblicani erano presenti in tutto l'Impero romano dove si raccoglievano i tributi: ancora all'epoca dell'imperatore Traiano, publicānus era il termine latino normalmente adoperato per designarli. La loro cattiva fama era spesso peggiorata dal fatto che alcuni erano soliti ad abusi e sfrenatezze. Spesso, inoltre, i pubblicani traevano arbitrariamente vantaggio dall'indeterminatezza con cui venivano stabilite le tasse.

## Nei Vangeli
I pubblicani sono citati sovente nel Nuovo Testamento ed in particolare nei Vangeli. Erano molto disprezzati perché alleati con il dominatore romano ed erano considerati peccatori pubblici:
- l'apostolo Matteo era un esattore delle tasse e quindi un pubblicano;
- Zaccheo era un pubblicano di Gerico incontrato e convertito da Gesù;
- particolarmente famosa è la parabola di Gesù: il fariseo e il pubblicano.